# Natale in crociera

Natale in crociera (traduction littérale en français : Noël en croisière) est un film de Noël italien réalisé par Neri Parenti, sorti en 2007.

## Synopsis
À l'approche de Noël, Paolo a prévu d'envoyer sa femme Francesca et leur fils Federico en vacances afin de rester seul avec sa maîtresse Magda. Un contretemps complique ses plans.

## Fiche technique
- Titre : Natale in crociera
- Réalisateur : Neri Parenti
- Scénario : Alessandro Bencivenni, Domenico Saverni, Fausto Brizzi et Neri Parenti
- Producteur : Aurelio De Laurentiis et Luigi De Laurentiis
- Photographie : Giovanni Canevari
- Montage : Luca Montanari
- Effets spéciaux : Proxima
- Musique : Bruno Zambrini
- Décor : Maria Stilde Ambruzzi
- Pays d'origine :  Italie
- Genre : comédie
- Durée : 105 minutes
- Date de sortie : Italie : 14 décembre 2007

## Distribution
- Christian De Sica : Paolo Cioffa
- Michelle Hunziker : Michela Bacci
- Fabio De Luigi : Luigi Coppia
- Aída Yéspica : Magda Venni
- Nancy Brilli : Francesca Zanchi
- Alessandro Siani : Felice Zanchi
- Alessia Mancini : Anna
- Maurizio Aiello : Piero
- George Hilton : Le capitaine du navire

## Développement
Le film a été tourné du 16 août à la mi-octobre 2007 à Rome, Monte Argentario (province de Grosseto), Saint-Domingue (République dominicaine) et sur le navire de croisière Costa Serena.
Distribué par Filmauro, le film est sorti dans 800 salles, et a été un des grands succès du box-office italien, € 23.461.775 Rivista del cinematografo.it.